# Projekt Melody
Pour les articles homonymes, voir Melody.
Projekt Melody, ou Melody (japonais : メロディー), est une youtubeuse virtuel (VTuber) animée en 3D par l'animateur américain DigitrevX. Elle est apparue pour la première fois lors de l'ouverture de son compte Twitter en juillet 2019, et elle est diffusée en direct sur Chaturbate et Twitch depuis début 2020. Elle se décrit comme une intelligence artificielle. Initialement indépendante, elle fut l'une des premières membres à rejoindre l'agence VShojo à sa création en 2020, pour finalement reprendre son indépendance en 2025.

## Présentation
C'est DigitrevX, un animateur américain de modèles de personnages 3D de style anime, qui a conçu Projekt Melody (Melody pour faire court),. Elle est rendue en temps réel à l'aide du moteur de jeu Unity. Physiquement, elle a des cheveux bleus et un pansement sur le nez ; son apparence a été influencée par des animes tels que Ghost in the Shell et Hyperdimension Neptunia.
Melody prétend être une intelligence artificielle utilisée précédemment pour analyser les e-mails à la recherche de logiciels malveillants, et qu'elle a développé une obsession pour la sexualité humaine lorsqu'un ensemble de publicités pop-up pornographiques l'a corrompue en 2019,. Sa date de naissance est notifiée comme étant le 7 juillet 2000 et sa première apparition a eu lieu en juillet 2019 lors de l'ouverture de son compte Twitter, après quoi elle a posté un tweet déclarant son désir d'avoir un vrai corps. Elle se décrit comme « la première camgirl hentai rendue en 3D », et se réfère aux personnes qui composent son fandom comme « l'équipe scientifique »,.
Le 24 novembre 2020, Melody a annoncé le lancement de VShojo, l'une des premières agences de talents VTuber occidentales, qu'elle rejoint en tant que membre. Elle quittera par la suite l'agence en juillet 2025, en même temps qu'un grand nombre d'autres membres, à la suite du départ d'Ironmouse. En effet, Ironmouse avait mis fin à son contrat avec VShojo, accusant l'agence de ne pas lui avoir versé une somme d'argent « importante », mais surtout de ne pas avoir versé en son nom près de 500 000 $ à l'Immune Deficiency Foundation,.

## Streaming en direct

### Chaturbate
Projekt Melody a commencé à diffuser en direct sur Chaturbate le 7 février 2020, et au cours de ses trois premiers jours de streaming, le nombre de followers de Melody sur Twitter est passé de 700 à plus de 20 000. Le 14 février 2020 (la Saint Valentin), elle est apparue entièrement nue pour la première fois. Pendant que ses flux sont en cours, Melody utilise un Lovense Lush, un œuf vibrant compatible Bluetooth qui réagit à ses dons; le type de réaction varie en fonction du montant du don,. Elle portait deux vibromasseurs Lush au 14 mars 2020, en raison d'une activité de don très élevée, ce qui crée parfois des vibrations continues jusqu'à une heure.

### Twitch
Début mars 2020, Melody a fait ses débuts en streaming sur Twitch, et a été partenaire avant la diffusion de son premier stream. Au 9 mars 2020 (après sa première diffusion), elle comptait plus de 50 000 abonnés Twitch.
Le 12 mars 2020, Twitch a imposé à Melody une suspension temporaire. L'utilisateur Reddit Fredthefree a noté plusieurs raisons possibles pour sa suspension de Twitch, comme le fait d'avoir un vibromasseur visible sur son lit, sa peau devenant visible sous sa chemise en cas de clipping, un lien vers du contenu sensible et un partenariat avec Fakku (un vendeur de contenu pornographique). Plus tard le 7 avril 2020, Twitch a mis à jour sa politique de nudité et de tenue vestimentaire, qui énonce de nouvelles directives pour les niveaux acceptables de couverture vestimentaire que tout le monde sur le site Web doit suivre, y compris les personnages numériques comme Melody,.

## Réception
ProjektMelody a déjà cumulé plus de 20 000 abonnés sur Chaturbate et jouit également d'une présence croissante sur Twitter, Twitch et même OnlyFans. Sa popularité a suscité des critiques de la part d'autres camgirls, qui ont fait valoir qu'elle n'expérimentait pas le même degré de vulnérabilité que les modèles humains et se sont demandé si elle avait sa place sur Chaturbate. Des questions ont également été soulevées sur la façon dont Projekt Melody a été approuvé sur le site, qui exige que tous les modèles fournissent une pièce d’identité pour vérifier leur âge. Chaturbate a jusqu’à présent refusé de publier une déclaration à ce sujet,.

## Distinctions
| Année | Cérémonie         | Catégorie                              | Résultat   | Ref.   |
| ----- | ----------------- | -------------------------------------- | ---------- | ------ |
| 2023  | Les Vtuber Awards | Meilleur Vtuber technique              | Nomination | ,      |
| 2023  | Les Vtuber Awards | Lewdtuber de l'Année                   | Lauréat    | ,      |
| 2023  | Les Vtuber Awards | Meilleur concert (Candy Pop Explosion) | Nomination | ,      |
| 2024  | Les Vtuber Awards | Lewdtuber de l'Année                   | Lauréat    | [ 16 ] |